# Klaus Christian Plönzke
Klaus Christian Plönzke (* 21. August 1936 in Schwedt/Oder) ist ein deutscher Unternehmer in der  IT-Branche. 

## Leben und Karriere
Klaus Christian Plönzke wuchs auf einem Bauernhof an der Grenze zu Dänemark auf.
Seine berufliche Karriere begann 1955 nach Abschluss der Berufsfachschule als Mitarbeiter von IBM Deutschland. Dort war er bis 1969 unter anderem als Systementwickler tätig.
Im November  1969 machte er sich mit der Gründung des EDV Studio Ploenzke selbständig. 1992 wandelte er die Firma in eine Aktiengesellschaft, die Ploenzke AG, um. Das Unternehmen entwickelte sich unter seiner Führung zu einem der führenden IT-Beratungsunternehmen im deutschsprachigen Raum mit Niederlassungen in Spanien und Portugal. Von 1995 bis 1999 verkaufte Plönzke sein Unternehmen sukzessive an die amerikanische Computer Sciences Corporation (CSC). Bis zur Umbenennung in CSC Deutschland Solutions GmbH am 1. April 2006 trug die verkaufte AG den Namen CSC Ploenzke AG. 1999 gab er planmäßig den Vorstandsvorsitz der CSC Ploenzke AG ab.
Plönzke ist Initiator des am 6. April 1997 gegründeten Gründerinitiative „Forum Kiedrich“. Ziel ist die Weitergabe von Erfahrungen an Jungunternehmer unter dem Motto Wer fordert muss fördern. Aus dem Forum ging die unter der Schirmherrschaft des Hessischen Ministers für Wirtschaft, Verkehr und Landesentwicklung stehende Forum Kiedrich GmbH hervor, deren Gesellschafter und Vorstandsvorsitzender Plönzke ist.
Parallel zum endgültigen Verkauf seines Unternehmens gründete er im März 1999 die Plönzke Holding AG, mit der er sich mit Venture Capital in kurzer Zeit an vielen Unternehmen beteiligte. 
2000 initiierte er das Plönzke Netzwerk und gründete die alego AG, unter anderem mit ehemaligen Mitarbeitern der SerCon GmbH. 2003 wurde alego in Pluralis AG umbenannt. Den Versuch, im Jahr 2003 die Unternehmen alego AG und eracon AG unter dem Namen Ploenzke & Company am Markt zu platzieren, stoppte die CSC Ploenzke AG wegen der Namensrechte. 2004 beteiligte sich die Schweizer IMPAQ Gruppe mehrheitlich an der Pluralis Wiesbaden AG und verschmolz sie zur Impaq-Pluralis AG. Die Pluralis Mainz (ehemals eracon AG) übernahm das dortige Management.
2007 gründete Plönzke die Horse Media Solutions GmbH. Das Medienhaus betreibt die Internetplattform ClipMyHorse.de und ist Marktführer im Bereich der Live-Übertragungen von Pferdesport- und Zuchtveranstaltungen in Deutschland.

## Ehrungen
Für seine Leistungen beim Aufbau der deutschen IT-Branche und sein Engagement für junge Unternehmensgründer erhielt Klaus Christian Plönzke am 29. September 2003 das Bundesverdienstkreuz 1. Klasse des Verdienstordens der Bundesrepublik Deutschland.

## Sonstiges
Klaus Christian Plönzke besitzt das Gestüt Tannenhof in Heidenrod im Taunus, auf dem 90 Pferde, kanadische Wildgänse, Pfauen und Enten leben. Auf Mallorca besitzt er ein Restaurant und eine Tagungsstätte. Plönzke hat zwei Töchter. Seine Tochter Anja Plönzke ist als Dressurreiterin Mitglied des deutschen B-Kaders Dressur (Stand Anfang 2012).